# Jonas Laurentii Cirrhæus
Jonas Laurentii Cirrhæus, född 1593 i Hovs socken, död omkring 1650 i Lillkyrka socken, han var en svensk kyrkoherde i Lillkyrka församling. 

## Biografi
Jonas Laurentii Cirrhæus föddes 1593 i Hovs socken. Han var son till en bonde. Cirrhæus blev 7 april 1614 student vid Uppsala universitet och prästvigdes 5 juli 1616 till huspredikant på Hovgren. han blev 1629 komminister i Appuna församling och 1639 kyrkoherde i Lillkyrka församling. Cirrhæus avled omkring 1650 i Lillkyrka socken.

### Familj
Cirrhæus gifte sig Maria Arvidsdotter (död 1668). Hon var dotter till en komminister i Häradshammars socken. De fick tillsammans dottern Christina Maria som gifte sig med kyrkoherden Petrus Landelius i Löts socken. Efter Cirrhæus död gifte Maria Arvidsdotter om sig med kyrkoherden Johannes Nicolai Kruuk i Lillkyrka socken.